# Alexandre Lopes
Alexandre Lopes (Rio de Janeiro, 29 oktober 1974) is een voormalig Braziliaans voetballer.

## Braziliaans voetbalelftal
Alexandre Lopes debuteerde in 1995 in het Braziliaans nationaal elftal en speelde 3 interlands.